# Liste des cantons de l'Isère

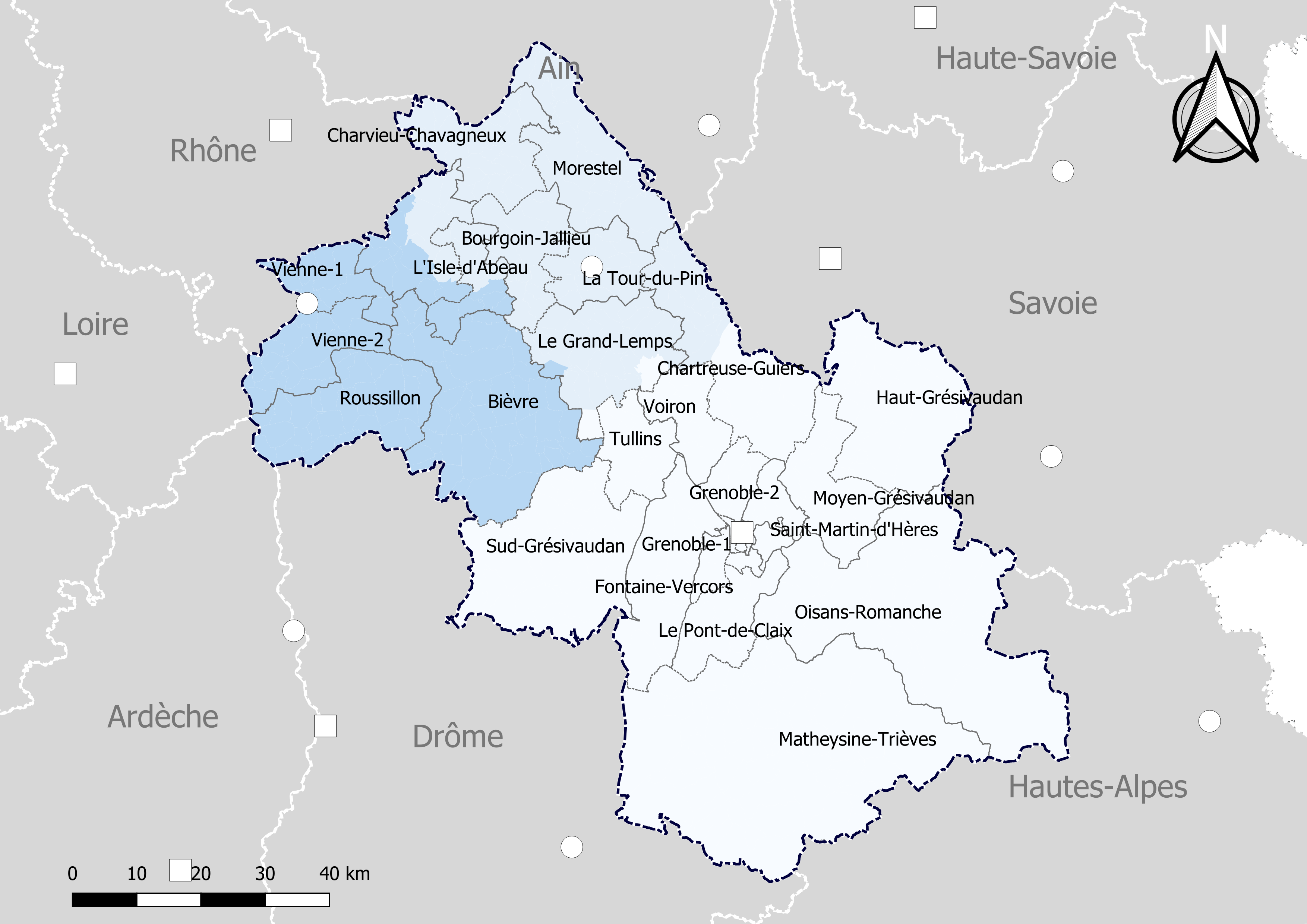
Découpage cantonal du département de l'Isère, avec en surimpression les arrondissements (en nuances de bleu) - Carte arrêtée au 1er janvier 2019.

Le département de l'Isère compte 29 cantons, répartis dans 3 arrondissements.
Le département comptait 58 cantons de l'Isère jusqu'à la veille des élections départementales de mars 2015. Depuis ce scrutin, le département ne compte plus que 29 cantons.

## Histoire

### Découpage cantonal antérieur à 2015
| Arrondissement                   | Cantons |
| -------------------------------- | --- |
| Arrondissement de Grenoble       | Allevard - Le Bourg-d'Oisans - Clelles - Corps - Domène - Échirolles-Est - Ouest - Eybens - Fontaine-Sassenage - Fontaine-Seyssinet - Goncelin - Grenoble : 1, 2, 3, 4, 5 et 6 - Mens - Meylan - Monestier-de-Clermont - La Mure - Pont-en-Royans - Rives - Roybon - Saint-Égrève - Saint-Étienne-de-Saint-Geoirs - Saint-Ismier - Saint-Laurent-du-Pont - Saint-Marcellin - Saint-Martin-d'Hères-Nord -Sud - Le Touvet - Tullins - Valbonnais - Vif - Villard-de-Lans - Vinay - Vizille - Voiron |
| Arrondissement de la Tour-du-Pin | Bourgoin-Jallieu-Nord et Sud - Crémieu - Le Grand-Lemps - L'Isle-d'Abeau - Morestel - Le Pont-de-Beauvoisin - Saint-Geoire-en-Valdaine - La Tour-du-Pin - La Verpillière - Virieu |
| Arrondissement de Vienne         | Beaurepaire - La Côte-Saint-André - Heyrieux - Pont-de-Chéruy - Roussillon - Saint-Jean-de-Bournay - Vienne-Nord et Sud |

### Redécoupage cantonal de 2014
Dans la poursuite de la réforme territoriale engagée en 2010, l'Assemblée nationale adopte définitivement le 17 avril 2013 la réforme du mode de scrutin pour les élections départementales destinée à garantir la parité hommes/femmes. Les lois (loi organique 2013-402 et loi 2013-403) sont promulguées le 17 mai 2013. Un nouveau découpage territorial est défini par décret du 18 février 2014 pour le département de l'Isère. Celui-ci entre en vigueur lors du premier renouvellement général des assemblées départementales suivant la publication du décret, soit en mars 2015. Les conseillers départementaux sont élus au scrutin majoritaire binominal mixte. Les électeurs de chaque canton éliront au Conseil départemental, nouvelle appellation des Conseils généraux, deux membres de sexe différent, qui se présenteront en binôme de candidats. Les conseillers départementaux seront élus pour 6 ans au scrutin binominal majoritaire à deux tours, l'accès au second tour nécessitant 10 % des inscrits au 1er tour. En outre la totalité des conseillers départementaux est renouvelée.
Ce nouveau mode de scrutin nécessite un redécoupage des cantons dont le nombre est divisé par deux avec arrondi à l'unité impaire supérieure si ce nombre n'est pas entier impair et avec des conditions de seuils minimaux. Dans l'Isère le nombre de cantons passe ainsi de 58 à 29.
Les critères du remodelage cantonal sont les suivants : le territoire de chaque canton doit être défini sur des bases essentiellement démographiques, le territoire de chaque canton doit être continu et les communes de moins de 3 500 habitants sont entièrement comprises dans le même canton. Il n’est fait référence, ni aux limites des arrondissements, ni à celles des circonscriptions législatives.
Conformément à de multiples décisions du Conseil constitutionnel depuis 1985 et notamment sa décision no 2010-618 DC du 9 décembre 2010, il est admis que le principe d’égalité des électeurs au regard des critères démographiques est respecté lorsque le ratio conseiller/habitant de la circonscription est compris dans une fourchette de 20 % de part et d'autre du ratio moyen conseiller/habitant du département. Pour le département de l'Isère, la population de référence est la population légale en vigueur au 1er janvier 2013, à savoir la population millésimée 2010, soit 1 206 374 habitants. Avec 29 cantons la population moyenne par conseiller départemental est de 41 599 habitants. Ainsi la population de chaque nouveau canton doit-elle être comprise entre 33 279 habitants et 49 919 habitants pour respecter le principe de l'égalité citoyenne au vu des critères démographiques.

## Composition actuelle

### Composition détaillée
| N° | Nom du Canton        | Bureau centralisateur | Population 2010            | Écart /moyenne | Nombre de communes entières | Communes composant le canton |
| -- | -------------------- | --------------------- | -------------------------- | -------------- | --------------------------- | --- |
| 1  | Bièvre               | La Côte-Saint-André   | 41 942                     | 1,01           | 44                          | Beaufort, Bossieu, Beauvoir-de-Marc, Bressieux, Brézins, Brion, Champier, Châtenay, Châtonnay, La Côte-Saint-André, Faramans, La Forteresse, La Frette, Gillonnay, Lentiol, Lieudieu, Marcilloles, Marcollin, Marnans, Meyssiès, Montfalcon, Mottier, Ornacieux-Balbins, Pajay, Penol, Plan, Porte des Bonnevaux, Royas, Roybon, Saint-Clair-sur-Galaure, Saint-Étienne-de-Saint-Geoirs, Saint-Geoirs, Saint-Hilaire-de-la-Côte, Saint-Michel-de-Saint-Geoirs, Saint-Paul-d'Izeaux, Saint-Pierre-de-Bressieux, Saint-Siméon-de-Bressieux, Sainte-Anne-sur-Gervonde, Sardieu, Savas-Mépin, Sillans, Thodure, Villeneuve-de-Marc, Viriville. |
| 2  | Bourgoin-Jallieu     | Bourgoin-Jallieu      | 49 096                     | 1,18           | 14                          | Bourgoin-Jallieu, Châteauvilain, Domarin, Eclose-Badinières, Les Éparres, Meyrié, Nivolas-Vermelle, Ruy, Saint-Chef, Saint-Marcel-Bel-Accueil, Saint-Savin, Salagnon, Sérézin-de-la-Tour, Succieu. |
| 3  | Chartreuse-Guiers    | Saint-Laurent-du-Pont | 34 581                     | 0,83           | 23                          | Les Abrets-en-Dauphiné, Aoste, Charancieu, Chimilin, Entre-deux-Guiers, Granieu, Merlas, Miribel-les-Échelles, Le Pont-de-Beauvoisin, Pressins, Romagnieu, Saint-Albin-de-Vaulserre, Saint-Bueil, Saint-Christophe-sur-Guiers, Saint-Geoire-en-Valdaine, Saint-Jean-d'Avelanne, Saint-Joseph-de-Rivière, Saint-Laurent-du-Pont, Saint-Martin-de-Vaulserre, Saint-Pierre-de-Chartreuse, Saint-Pierre-d'Entremont, Velanne, Voissant. |
| 4  | Charvieu-Chavagneux  | Charvieu-Chavagneux   | 48 243                     | 1,16           | 24                          | Annoisin-Chatelans, Anthon, Charvieu-Chavagneux, Chavanoz, Chozeau, Crémieu, Dizimieu, Hières-sur-Amby, Janneyrias, Leyrieu, Moras, Panossas, Pont-de-Chéruy, Saint-Baudille-de-la-Tour, Saint-Hilaire-de-Brens, Saint-Romain-de-Jalionas, Siccieu-Saint-Julien-et-Carisieu, Tignieu-Jameyzieu, Trept, Vénérieu, Vernas, Veyssilieu, Villemoirieu, Villette-d'Anthon. |
| 5  | Échirolles           | Échirolles            | 46 022                     | 1,11           | 3                           | Bresson, Échirolles, Eybens. |
| 6  | Fontaine-Seyssinet   | Fontaine              | 26 564 + fraction Fontaine |                | 3 + fraction Fontaine       | 1° Les communes suivantes : Claix, Seyssinet-Pariset, Seyssins. 2° La partie de la commune de Fontaine située au sud d'une ligne définie par l'axe des voies et limites suivantes : depuis la limite territoriale de la commune de Seyssinet-Pariset, rue du Commandant-Lenoir, rue de l'Abbé-Vincent, place Henri-Chapays, boulevard Paul-Langevin, rue Jean-Prévost, rue Garibaldi, rue Henri-Roudet, rue des Alpes, rue Charles-Michels, rue du Docteur-Valois, avenue du Vercors, boulevard Joliot-Curie, rue Henri-Wallon, rue Paul-Vaillant-Couturier, piste cyclable, cours du Drac, jusqu'à limite territoriale de la commune de Grenoble. |
| 7  | Fontaine-Vercors     | Fontaine              | 26 147 + fraction Fontaine |                | 9 + fraction Fontaine       | 1° Les communes suivantes : Autrans-Méaudre-en-Vercors, Corrençon-en-Vercors, Engins, Lans-en-Vercors, Noyarey, Saint-Nizier-du-Moucherotte, Sassenage, Veurey-Voroize, Villard-de-Lans. 2° La partie de la commune de Fontaine non incluse dans le canton de Fontaine-Seyssinet. |
| 8  | Le Grand-Lemps       | Le Grand-Lemps        | 33 646                     | 0,81           | 31                          | Apprieu, Belmont, Bévenais, Bilieu, Biol, Bizonnes, Blandin, Burcin, Châbons, Charavines, Chassignieu, Chélieu, Chirens, Colombe, Doissin, Eydoche, Flachères, Le Grand-Lemps, Izeaux, Longechenal, Massieu, Montferrat, Montrevel, Oyeu, Saint-Didier-de-Bizonnes, Saint-Ondras, Saint-Sulpice-des-Rivoires, Val-de-Virieu, Valencogne, Villages du Lac de Paladru. |
| 9  | Grenoble-1           | Grenoble              | fraction Grenoble          |                | fraction Grenoble           | Partie de la commune de Grenoble située à l'ouest d'une ligne définie par l'axe des voies et limites suivantes : depuis la limite territoriale de la commune d'Echirolles, avenue des Etats-Généraux, rond-point Pierre-et-Marie-Curie, avenue Edmond-Esmonin, avenue Paul-Verlaine, rue Albert-Reynier, cours de la Libération-et-du-Général-de-Gaulle, chemin des Marronniers, rue André-Rivoire, rue Charles-Péguy, rue Louis-Le-Cardonnel, boulevard Joseph-Vallier, rue Pierre-Termier, rue Pierre-Dupont, cours Jean-Jaurès, place Hubert-Dubedout, voie de Corato, cours de l'Isère, jusqu'à la limite territoriale de la commune de Saint-Egrève. |
| 10 | Grenoble-2           | Grenoble              | 25 912 + fraction Grenoble |                | 7 + fraction Grenoble       | 1° Les communes suivantes : Fontanil-Cornillon, Mont-Saint-Martin, Proveysieux, Quaix-en-Chartreuse, Saint-Égrève, Saint-Martin-le-Vinoux, Sarcenas. 2° La partie de la commune de Grenoble située au nord de l'Isère à l'intérieur du périmètre défini par l'axe des voies et limites suivantes : depuis la limite territoriale de la commune de Saint-Égrève, cours de l'Isère, place Hubert-Dubedout, cours Jean-Jaurès, cours Berriat, cours Lafontaine, place du Docteur-Léon-Martin, place Vaucanson, rue Condillac, rue de l'Abbé-de-la-Salle, rue de l'Alma, rue Joseph-Chanrion, rue Auguste-Prudhomme, avenue Saint-Roch, rue Saint-Ferjus, pont du Sablon, jusqu'à la limite territoriale de la commune de La Tronche. |
| 11 | Grenoble-3           | Grenoble              | fraction Grenoble          |                | fraction Grenoble           | Partie de la commune de Grenoble située au sud de l'Isère à l'intérieur d'un périmètre défini par l'axe des voies et limites suivantes : depuis la limite territoriale de la commune de La Tronche, pont du Sablon, rue Saint-Ferjus, avenue Saint-Roch, rue Auguste-Prudhomme, rue Joseph-Chanrion, rue de l'Alma, rue de l'Abbé-de-la-Salle, rue Condillac, place Vaucanson, place du Docteur-Léon-Martin, cours Lafontaine, boulevard Gambetta, place Gustave-Rivet, boulevard du Maréchal-Foch, rue de Stalingrad, rue des Déportés-du-11-Novembre-1943, rue Paul-Bourget, rue du Docteur-Bordier, rue Marcel-Peretto, avenue Marcellin-Berthelot, rue de l'Arlequin, avenue de la Bruyère, limite du parc Jean-Verlhac, chemin de la Piscine, chemin reliant le chemin de la Piscine à l'avenue de Constantine, avenue de Constantine, rue Maurice-Dodero, avenue de l'Europe, avenue Marie-Reynoard, jusqu'à la limite territoriale de la commune d'Echirolles. |
| 12 | Grenoble-4           | Grenoble              | fraction Grenoble          |                | fraction Grenoble           | Partie de la commune de Grenoble non incluse dans les cantons de Grenoble-1, Grenoble-2 et Grenoble-3. |
| 13 | Haut-Grésivaudan     | Pontcharra            | 41 085                     | 0,99           | 24                          | Les Adrets, Allevard, Barraux, La Buissière, Le Champ-près-Froges, Chapareillan, La Chapelle-du-Bard, Le Cheylas, Crêts-en-Belledonne, La Flachère, Froges, Goncelin, Le Haut-Bréda, Hurtières, Le Moutaret, La Pierre, Pontcharra, Saint-Maximin, Saint-Vincent-de-Mercuze, Sainte-Marie-d'Alloix, Sainte-Marie-du-Mont, Tencin, Theys, Le Touvet. |
| 14 | L'Isle-d'Abeau       | l'Isle-d'Abeau        | 49 168                     | 1,18           | 13                          | Chèzeneuve, Crachier, Culin, Four, L'Isle-d'Abeau, Maubec, Meyrieu-les-Étangs, Saint-Agnin-sur-Bion, Saint-Alban-de-Roche, Saint-Jean-de-Bournay, Tramolé, Vaulx-Milieu, Villefontaine. |
| 15 | Matheysine-Trièves   | La Mure               | 28 920                     | 0,7            | 70                          | Ambel, Avignonet, Beaufin, Chantepérier, Château-Bernard, Châtel-en-Trièves, Chichilianne, Cholonge, Clelles, Cognet, Cornillon-en-Trièves, Corps, Les Côtes-de-Corps, Entraigues, Gresse-en-Vercors, Laffrey, Lalley, Lavaldens, Lavars, Marcieu, Mayres-Savel, Mens, Miribel-Lanchâtre, Monestier-d'Ambel, Monestier-de-Clermont, Le Monestier-du-Percy, Monteynard, La Motte-d'Aveillans, La Motte-Saint-Martin, La Mure, Nantes-en-Ratier, Notre-Dame-de-Vaulx, Oris-en-Rattier, Pellafol, Percy, Pierre-Châtel, Ponsonnas, Prébois, Prunières, Quet-en-Beaumont, Roissard, Saint-Andéol, Saint-Arey, Saint-Baudille-et-Pipet, Saint-Guillaume, Saint-Honoré, Saint-Jean-de-Vaulx, Saint-Jean-d'Hérans, Saint-Laurent-en-Beaumont, Saint-Martin-de-Clelles, Saint-Martin-de-la-Cluze, Saint-Maurice-en-Trièves, Saint-Michel-en-Beaumont, Saint-Michel-les-Portes, Saint-Paul-lès-Monestier, Saint-Pierre-de-Méaroz, Saint-Théoffrey, Sainte-Luce, La Salette-Fallavaux, La Salle-en-Beaumont, Siévoz, Sinard, Sousville, Susville, Treffort, Tréminis, Valbonnais, La Valette, Villard-Saint-Christophe. |
| 16 | Meylan               | Meylan                | 43 153                     | 1,04           | 8                           | Biviers, Corenc, Domène, Meylan, Montbonnot-Saint-Martin, Murianette, Le Sappey-en-Chartreuse, La Tronche. |
| 17 | Morestel             | Morestel              | 35 760                     | 0,86           | 23                          | Arandon-Passins, Les Avenières Veyrins-Thuellin, La Balme-les-Grottes, Le Bouchage, Bouvesse-Quirieu, Brangues, Charette, Corbelin, Courtenay, Creys-Mépieu, Montalieu-Vercieu, Morestel, Optevoz, Parmilieu, Porcieu-Amblagnieu, Saint-Sorlin-de-Morestel, Saint-Victor-de-Morestel, Sermérieu, Soleymieu, Vasselin, Vertrieu, Vézeronce-Curtin, Vignieu. |
| 18 | Le Moyen Grésivaudan | Crolles               | 43 710                     | 1,05           | 15                          | Bernin, La Combe-de-Lancey, Crolles, Laval, Lumbin, Plateau-des-Petites-Roches, Revel, Saint-Ismier, Saint-Jean-le-Vieux, Saint-Mury-Monteymond, Saint-Nazaire-les-Eymes, Sainte-Agnès, La Terrasse, Le Versoud, Villard-Bonnot. |
| 19 | Oisans-Romanche      | Vizille               | 32 917                     | 0,79           | 30                          | Allemond, Auris, Besse, Le Bourg-d'Oisans, Chamrousse, Clavans-en-Haut-Oisans, Les Deux Alpes, Le Freney-d'Oisans, La Garde, Huez, Livet-et-Gavet, Mizoën, Montchaboud, La Morte, Notre-Dame-de-Mésage, Ornon, Oulles, Oz, Saint-Barthélemy-de-Séchilienne, Saint-Christophe-en-Oisans, Saint-Martin-d'Uriage, Saint-Pierre-de-Mésage, Séchilienne, Vaujany, Vaulnaveys-le-Bas, Vaulnaveys-le-Haut, Villard-Notre-Dame, Villard-Reculas, Villard-Reymond, Vizille. |
| 20 | Le Pont-de-Claix     | Le Pont-de-Claix      | 44 286                     | 1,06           | 12                          | Brié-et-Angonnes, Champagnier, Champ-sur-Drac, Le Gua, Herbeys, Jarrie, Notre-Dame-de-Commiers, Le Pont-de-Claix, Saint-Georges-de-Commiers, Saint-Paul-de-Varces, Varces-Allières-et-Risset, Vif. |
| 21 | Roussillon           | Roussillon            | 44 780                     | 1,08           | 27                          | Agnin, Anjou, Beaurepaire, Bellegarde-Poussieu, Bougé-Chambalud, Châlons, Chanas, La Chapelle-de-Surieu, Cour-et-Buis, Jarcieu, Moissieu-sur-Dolon, Monsteroux-Milieu, Montseveroux, Pact, Le Péage-de-Roussillon, Pisieu, Pommier-de-Beaurepaire, Primarette, Revel-Tourdan, Roussillon, Sablons, Saint-Barthélemy, Saint-Julien-de-l'Herms, Saint-Romain-de-Surieu, Salaise-sur-Sanne, Sonnay, Ville-sous-Anjou. |
| 22 | Saint-Martin-d'Hères | Saint-Martin-d'Hères  | 45 095                     | 1,08           | 4                           | Gières, Poisat, Saint-Martin-d'Hères, Venon. |
| 23 | Le Sud Grésivaudan   | Saint-Marcellin       | 40 707                     | 0,98           | 44                          | L'Albenc, Auberives-en-Royans, Beaulieu, Beauvoir-en-Royans, Bessins, Chantesse, Chasselay, Châtelus, Chatte, Chevrières, Choranche, Cognin-les-Gorges, Cras, Izeron, Malleval-en-Vercors, Montagne, Morette, Murinais, Notre-Dame-de-l'Osier, Pont-en-Royans, Presles, Quincieu, Rencurel, La Rivière, Rovon, Saint-André-en-Royans, Saint-Antoine-l'Abbaye, Saint-Appolinard, Saint-Bonnet-de-Chavagne, Saint-Gervais, Saint-Hilaire-du-Rosier, Saint-Just-de-Claix, Saint-Lattier, Saint-Marcellin, Saint-Pierre-de-Chérennes, Saint-Romans, Saint-Sauveur, Saint-Vérand, Serre-Nerpol, La Sône, Têche, Varacieux, Vatilieu, Vinay. |
| 24 | La Tour-du-Pin       | La Tour-du-Pin        | 34 336                     | 0,83           | 17                          | La Bâtie-Montgascon, Cessieu, La Chapelle-de-la-Tour, Dolomieu, Faverges-de-la-Tour, Montagnieu, Montcarra, Le Passage, Rochetoirin, Saint-André-le-Gaz, Saint-Clair-de-la-Tour, Saint-Didier-de-la-Tour, Saint-Jean-de-Soudain, Saint-Victor-de-Cessieu, Sainte-Blandine, Torchefelon, La Tour-du-Pin. |
| 25 | Tullins              | Tullins               | 37 740                     | 0,91           | 13                          | Beaucroissant, Charnècles, Moirans, Montaud, Poliénas, Réaumont, Renage, Rives, Saint-Blaise-du-Buis, Saint-Jean-de-Moirans, Saint-Quentin-sur-Isère, Tullins, Vourey. |
| 26 | La Verpillière       | La Verpillière        | 42 847                     | 1,03           | 16                          | Artas, Bonnefamille, Chamagnieu, Charantonnay, Diémoz, Frontonas, Grenay, Heyrieux, Oytier-Saint-Oblas, Roche, Saint-Georges-d'Espéranche, Saint-Just-Chaleyssin, Saint-Quentin-Fallavier, Satolas-et-Bonce, Valencin, La Verpillière. |
| 27 | Vienne-1             | Vienne                | 23 238 + fraction Vienne   |                | 9 + fraction Vienne         | 1° Les communes suivantes : Chasse-sur-Rhône, Chuzelles, Luzinay, Moidieu-Détourbe, Pont-Évêque, Septème, Serpaize, Seyssuel, Villette-de-Vienne. 2° La partie de la commune de Vienne située au nord d'une ligne définie par l'axe des voies et limites suivantes : depuis la limite territoriale de la commune de Jardin, avenue Jean-Monnet, chemin de Saint-Benoît, chemin de Montléans, chemin des Maladières, chemin de l'Octroi, rue de Pipet, place Jouvenet, rue des Ursulines, rue Schneider, rue Nicolas-Chorier, rue Mermet, montée Timon, place Aristide-Briand, rue de la Table-Ronde, place du Jeu-de-Paume, place Saint-Louis, route départementale 502, pont de Lattre-de-Tassigny, cours du Rhône. |
| 28 | Vienne-2             | Vienne                | 34 008 + fraction Vienne   |                | 17 + fraction Vienne        | 1° Les communes suivantes : Assieu, Auberives-sur-Varèze, Cheyssieu, Chonas-l'Amballan, Clonas-sur-Varèze, Les Côtes-d'Arey, Estrablin, Eyzin-Pinet, Jardin, Reventin-Vaugris, Les Roches-de-Condrieu, Saint-Alban-du-Rhône, Saint-Clair-du-Rhône, Saint-Maurice-l'Exil, Saint-Prim, Saint-Sorlin-de-Vienne, Vernioz. 2° La partie de la commune de Vienne non incluse dans le canton de Vienne-1. |
| 29 | Voiron               | Voiron                | 45 263                     | 1,09           | 10                          | La Buisse, Coublevie, La Murette, Saint-Aupre, Saint-Cassien, Saint-Étienne-de-Crossey, Saint-Nicolas-de-Macherin, La Sure en Chartreuse, Voiron, Voreppe. |
|    |                      |                       | 1 206 374                  |                | 533                         | |

### Répartition par arrondissement
Contrairement à l'ancien découpage où chaque canton était inclus à l'intérieur d'un seul arrondissement, le nouveau découpage territorial s'affranchit des limites des arrondissements. Certains cantons peuvent être composés de communes appartenant à des arrondissements différents. Dans le département de l'Isère, c'est le cas de sept cantons (Bièvre, Bourgoin-Jallieu, Chartreuse-Guiers, Charvieu-Chavagneux, Le Grand-Lemps, L'Isle-d'Abeau et La Verpillière). Avec ce nouveau redécoupage administratif, un redécoupage des arrondissements isérois a été effectué en 2017 afin de pallier ce défaut.
Le tableau suivant présente la répartition par arrondissement :
| N° | Canton               | Grenoble               | La Tour-du-Pin | Vienne               | Total                  |
| -- | -------------------- | ---------------------- | -------------- | -------------------- | ---------------------- |
| 1  | Bièvre               |                        |                | 48                   | 48                     |
| 2  | Bourgoin-Jallieu     |                        | 14             |                      | 14                     |
| 3  | Chartreuse-Guiers    | 7                      | 18             |                      | 25                     |
| 4  | Charvieu-Chavagneux  |                        | 24             |                      | 24                     |
| 5  | Échirolles           | 3                      |                |                      | 3                      |
| 6  | Fontaine-Seyssinet   | 3 + fraction Fontaine  |                |                      | 3 + fraction Fontaine  |
| 7  | Fontaine-Vercors     | 10 + fraction Fontaine |                |                      | 10 + fraction Fontaine |
| 8  | Le Grand-Lemps       | 2                      | 30             |                      | 32                     |
| 9  | Grenoble-1           | fraction Grenoble      |                |                      | fraction Grenoble      |
| 10 | Grenoble-2           | 7 + fraction Grenoble  |                |                      | 7 + fraction Grenoble  |
| 11 | Grenoble-3           | fraction Grenoble      |                |                      | fraction Grenoble      |
| 12 | Grenoble-4           | fraction Grenoble      |                |                      | fraction Grenoble      |
| 13 | Haut-Grésivaudan     | 26                     |                |                      | 26                     |
| 14 | L'Isle-d'Abeau       |                        | 8              | 5                    | 13                     |
| 15 | Matheysine-Trièves   | 72                     |                |                      | 72                     |
| 16 | Meylan               | 8                      |                |                      | 8                      |
| 17 | Morestel             |                        | 25             |                      | 25                     |
| 18 | Le Moyen Grésivaudan | 17                     |                |                      | 17                     |
| 19 | Oisans-Romanche      | 31                     |                |                      | 31                     |
| 20 | Le Pont-de-Claix     | 12                     |                |                      | 12                     |
| 21 | Roussillon           |                        |                | 27                   | 27                     |
| 22 | Saint-Martin-d'Hères | 4                      |                |                      | 4                      |
| 23 | Le Sud Grésivaudan   | 45                     |                |                      | 45                     |
| 24 | La Tour-du-Pin       |                        | 17             |                      | 17                     |
| 25 | Tullins              | 13                     |                |                      | 13                     |
| 26 | La Verpillière       |                        | 7              | 9                    | 16                     |
| 27 | Vienne-1             |                        |                | 9 + fraction Vienne  | 9 + fraction Vienne    |
| 28 | Vienne-2             |                        |                | 17 + fraction Vienne | 17 + fraction Vienne   |
| 29 | Voiron               | 11                     |                |                      | 11                     |
|    |                      | 297                    | 137            | 99                   | 533                    |